# Federico I di Weimar-Orlamünde
Federico I di Weimar-Orlamünde (... – 25 luglio 1365) fu un conte di Weimar-Orlamünde del ramo collaterale degli Ascanidi di Weimar-Orlamünde.

## Biografia
Federico I era figlio del conte Ermanno IV e di sua moglie Mechthild († dopo il 1339), figlia del conte Federico di Rabenswalde († 1315) ed Elisabetta di Mansfeld e Osterfeld († 1320). Era signore di Weimar, Wiehe, Buch e Schönwerde. Federico I fu l'ultimo conte di Weimar-Orlamünde; il suo successore Ermanno VI si sottomise ai Wettin come feudatario.
Nel 1322 sposò Elisabetta (1264–1332), figlia di Federico Klemm († 1316) e Giuditta di Schwarzburg, vedova di Ottone II di Anhalt. L'epitaffio dei coniugi Federico ed Elisabetta si trova attualmente a Oberweimar.
Essi ebbero tre figli:
- Mechthilde († 1355) ∞ Enrico il Giovane, conte di Hohnstein;
- Elisabetta († dopo il 1381), monaca a Oberweimar;
- Federico III il Giovane († dopo il 1381).